# Dima
Dima es un municipio situado en la provincia de Vizcaya, en la comunidad autónoma del País Vasco. Dima es vecina de los municipios de Yurre y Ochandiano, en el entorno del parque natural de Urquiola.
La población o barrio principal es Ugarana, que es donde está el ayuntamiento. Se llega a ella desde Yurre por la carretera BI-3543.
Dima es el municipio natal del político Simón Bernardo de Zamácola y del beato Domingo Iturrate, sacerdote de la Orden Trinitaria.
En Dima están las cuevas de Baltzola, donde se celebran las pruebas clasificatorias del Master Internacional de Escalada.
Dima es un pueblo con una gran tradición mitológica. En las cuevas antes mencionadas se dice que habita «Sugoi» y en las campas de Petralanda, en el barrio de Lamindano, se cree que se realizaban los aquelarres de la región.

## Historia
Hacia mediados del siglo XIX, el lugar, una anteiglesia ya por entonces con ayuntamiento propio, tenía contabilizada una población de 1980 habitantes. Aparece descrito en el séptimo volumen del Diccionario geográfico-estadístico-histórico de España y sus posesiones de Ultramar de Pascual Madoz con las siguientes palabras:

DIMA: anteiglesia de a merid. de Arratia en la prov. de Vizcaya (Bilbao 4 1/2 leg.), part. jud. de Durango (2), aud. terr. de Burgos c. g. de las Provincias Vascongadas (Vitoria 6) y dióc. de Calahorra: sit. en pais quebrado, circuida de montañas y cerros, con clima muy sano, siendo los vientos mas frecuentes N. y NO.: tiene 230 casas, diseminadas en barriadas y caserios, la de ayunt. que consiste en un gran salon sobre un pórtico pegante á la igl., y una habitacion contigua para escuela de niños; igl. parr. (San Pedro) fundada en el siglo X por los labradores ó colonos de los señores de Vizcaya, y reedificada de nueva planta el año de 1738, por haberse incendiado; está en un recuesto á la márg. der. del r. Ugacha, es de 3 naves de 113 pies de long. y 53 de lat. con bóvedas sostenidas por 4 pilares: 6 altares, órgano, una elevada torre y cementerio; se halla servida por 4 beneficiados, de los cuales 3 eran párrocos de patronato particular, y por un capellan sacristan, cuyo nombramiento alternaba entre el cabildo y el patrono: hay otra igl. parr. á 1/2 hora de dist. de la primera, (Sta. María de Lamindano) servida por un beneficiado cura con título perpetuo, y un sacristan lego: estas dos igl. aunque en lo espiritual son distintas, en lo temporal solo forman una misma anteiglesia comprensiva de nueve ermitas con culto, y las restantes hasta 16 que contaba, estan derruidas. El térm. que se estiende de N. á S. 2 leg., y 4 de E. á O. Confina por N. con Echano, Amorebieta y Lemona; por E. con Mañaria, Yurre y Durango; por S. con Abadiano, Ochandiano, Ubidea y Ceanuri, y por O. con Castillo, Aranzazu y Yurre; comprendiendo los barrios ó cofradias de Arosteguieta, Olazabal, Indusi, Oba de abajo, Oba de arriba, Bargondia, Bicarregui é Inchaurvisca y la ald. de Latuindano: tiene muchos y buenos prados muy abundantes de pastos, montes muy poblados de arbolado, canteras inagotables de jaspe moreno y piedra caliza, y varias fuentes minerales, entre ellas la de Ortuondo y la de Oba, cuyas aguas son de igual calidad que las de Auleztia. Digna es de llamar la atencion la gran cueva de Valsola, sit. en el barrio y cas. de Zamácola (V.); al frente de ella y sobre un arroyo, hay un puente natural llamado Gentilzubi de 30 varas de long. y 20 de lat. formado por la union de dos peñas que estan á uno y otro lado del Castañar de Zamácola. El terreno es de buena calidad, le cruza bañándolo el r. Ugacha ó Dima en direccion NO. Los caminos son locales en regular estado, escepto el que comunica con Ochandiano, Vitoria y Castilla, que se abrió en la gran peña de Aremin y se encuentra muy brillante: habiendo ascendido el importe de su construccion á 150,000 rs. costeados por los hab. El correo se recibe de Bilbao. prod.: maiz, trigo, patatas, nabos, habas, alubias, lino, hortaliza, manzanas, castañas y maderas para edificios y construccion de naves: cia ganado vacuno, lanar y de cerda, y pesca de anguilas, truchas, bermejuelas y barbos. ind.: 4 ferrerias en que se fabrican anualmente sobre 3,000 quintales de fierro, construidas en el mismo r. Dima, y una derruida por haberse incendiado un almacen de pólvora que en ella existió durante la guerra civil; tambien hay 9 molinos harineros y los hab. se dedican á la fabricacion de carbon. comercio: la venta en el mercado semanal de Vitoria del ganado vacuno que ceban al efecto con castañas. pobl.: 490 vec., 1,980 alm. riqueza 67,349 rs. 24 maravedises.
(Madoz, 1847, pp. 388-389)

## Demografía
Dima cuenta con una población de 1505 habitantes (INE 2024).
| Gráfica de evolución demográfica de Dima entre 1842 y 2021                                                          |
| |
| Población de derecho según los censos de población del INE Población de hecho según los censos de población del INE |

## Administración y política

### Gobierno municipal
| Partido político                                              | 2015  | 2015       | 2011  | 2011       | 2007  | 2007       | 2003        | 2003        | 1999  | 1999       | 1995  | 1995       | 1991  | 1991       |
| Partido político                                              | %     | Concejales | %     | Concejales | %     | Concejales | %           | Concejales  | %     | Concejales | %     | Concejales | %     | Concejales |
| Euskal Herria Bildu (EH Bildu)-Bildu                          | 52,98 | 5          | 51,39 | 5          | —     | —          | —           | —           | —     | —          | —     | —          | —     | —          |
| Euzko Alderdi Jeltzalea-Partido Nacionalista Vasco (EAJ-PNV)  | 43,87 | 4          | 46,47 | 4          | 95,61 | 9          | 94,92       | 9           | 36,02 | 3          | 37,09 | 3          | 34,73 | 3          |
| Partido Socialista de Euskadi-Euskadiko Ezkerra (PSE-EE PSOE) | 0,90  | 0          | 0,43  | 0          | 0,07  | 0          | —           | —           | —     | —          | —     | —          | —     | —          |
| Partido Popular del País Vasco (PP)                           | —     | —          | 0,75  | 0          | 1,05  | 0          | 3,00        | 0           | 0,97  | 0          | —     | —          | —     | —          |
| Euskal Herritarrok (EH)-Herri Batasuna (HB)                   | —     | —          | —     | —          | —     | —          | Ilegalizado | Ilegalizado | 61,99 | 6          | 60,93 | 6          | 56,27 | 6          |
| Eusko Alkartasuna (EA)                                        | —     | —          | —     | —          | —     | —          | —           | —           | —     | —          | —     | —          | 8,24  | 0          |

### Organización territorial
El municipio está conformado, según el Instituto Nacional de Estadística, por las entidades de población de Aroztegieta, Bargondia, Intxaurbizkar, Indusi, Lamindao, Oba, Olazabal, Ugarana y Bikarregi.

## Patrimonio
Hay en el lugar una iglesia de San Pedro.